# Astana
Pour les articles homonymes, voir Astana (homonymie).
Astana (en kazakh : Астана, littéralement « la capitale ») est la capitale du Kazakhstan depuis 1998. Forte de 1 328 535 habitants en 2022, c'est la deuxième ville du pays pour ce qui est de la population, derrière l'ancienne capitale, Almaty.
D'abord appelée Akmola (en kazakh : Ақмола) et russifiée en Akmolinsk (en russe : Акмолинск), renommée Tselinograd (en russe : Целиноград) entre 1961 et 1991, elle devient en 1998 la nouvelle capitale du Kazakhstan sous le nom d'Astana, avant de prendre en mars 2019 le nom de Nour-Soultan (/nuʁ.sul.tɑ̃/,, ; en kazakh : Nūr-Sūltan, Нұр-Сұлтан /nʊɾsʊltɑn/), en l'honneur de l'ancien président Noursoultan Nazarbaïev, qui venait de quitter le pouvoir. Le nouveau président Tokaïev ratifie le 17 septembre 2022 une loi votée la veille par le parlement du pays qui redonne à la ville son ancien nom.
Localisée au cœur de la steppe kazakhe, sur la rive droite de la rivière Ichim, Astana se distingue par une architecture résolument avant-gardiste, œuvre de plusieurs architectes tels que Kishō Kurokawa (Japon) et Norman Foster (Royaume-Uni), où se côtoient gratte-ciel, monuments modernistes (palais présidentiel dit Ak Orda, c'est-à-dire « Maison blanche », tour Bayterek, monument Otan Korgaushylar, mosquée nationale) et espaces verts.
La ville a reçu le prix « Villes pour la Paix » de l'Unesco en 1999 et est membre de l'Assemblée internationale des capitales et grandes villes depuis 2000. En 2012, elle a été choisie pour organiser l'Exposition internationale de 2017 sur le thème « Énergie du futur ». À cette occasion, un système de vélos en libre-service est mis en place depuis juillet 2014.

## Toponymie
La ville a eu plusieurs noms au gré de l'histoire.
À l'origine, la ville s'appelle Akmola. Ce nom est russifié au XIXe siècle en Akmolinsk.
Durant la campagne des terres vierges lancée en 1953 par Nikita Khrouchtchev, Akmolinsk devient le pôle urbain sur lequel s'appuie la mise en culture des steppes kazakhes. La ville est symboliquement renommée Tselinograd (Целиноград, « la ville des terres vierges ») en 1961.
À l'indépendance du Kazakhstan, en 1991, la ville retrouve son nom kazakh d'origine : Akmola, puis prend celui d'Astana (Астана, littéralement « la capitale ») en 1998, à la suite de son élection au rang de capitale du pays.
Après vingt ans de travaux pharaoniques menés par le président Noursoultan Nazarbaïev, après 29 ans de régime autocratique et à la suite de sa démission le 20 mars 2019, elle est renommée Nour-Soultan le jour même par le parlement kazakh,, à la suite d'une proposition du président par intérim Kassym-Jomart Tokaïev.
Souhaitant rompre avec un certain culte de la personnalité de son prédécesseur, le président Kassym-Jomart Tokaïev annonce que la ville reprendrait son ancien nom d'Astana le 17 septembre 2022. Le parlement du pays a voté le changement de nom le 16 septembre 2022,. Le changement de nom est effectif dès la ratification.
| Nom          | Date          |
| ------------ | ------------- |
| Akmola       |               |
| Akmolinsk    | XIXe siècle   |
| Tselinograd  | 1961 - 1991   |
| Akmola       | 1991 - 1998   |
| Astana       | 1998 - 2019   |
| Nour-Soultan | 2019 - 2022   |
| Astana       | 2022 - actuel |

## Histoire

### Russie impériale
En 1894, une unité cosaque d'Omsk fonde une forteresse sur les bords de l'Ichim. Elle donne naissance par la suite à la petite ville d'Akmolinsk (russification d'Akmola, le nom kazakh du site). C'est le lieu de rassemblement des caravanes allant de Tachkent et Boukhara vers la Russie d'Europe. Au début du XXe siècle, la ville devient un nœud ferroviaire important, provoquant une croissance économique importante jusqu'à la guerre civile russe.

### Période soviétique
De 1947 à 1955, plusieurs camps du Goulag sont ouverts aux environs d'Akmolinsk, notamment celui d'Aljir, à environ 20 km. Les condamnés, une fois libérés, ne sont pas toujours autorisés à rentrer dans leur région d'origine et s'ajoutent à la population locale.
À la suite du lancement au Kazakhstan de la campagne des terres vierges (en russe : целина, tselina) par Nikita Khrouchtchev, Akmolinsk prend en 1961 le nom de Tselinograd (Целиноград, la Ville des terres vierges). Ce projet visait à transformer la région en grenier à céréales de l'Empire soviétique. La ville connaît alors une première période de fort développement et voit arriver en nombre de nouveaux habitants, originaires pour la plupart de Russie. Il ne s'agit, cette fois, plus de déportés mais de volontaires, militants communistes désireux de participer à la construction du pays ou citoyens venus tenter leur chance dans un pays neuf. De nombreux Allemands de la Volga, déportés sous Staline, sont également réinstallés dans la région. Au recensement de 1989, Tselinograd compte 277 365 habitants.

### Astana, capitale du Kazakhstan
Après l'indépendance du Kazakhstan, en 1991, Tselinograd retrouve son ancien nom kazakh d'Akmola, puis est désignée en 1994 comme future capitale du pays. Le transfert de la capitale à plus de 1 000 km au nord s'explique par des raisons géographiques, géopolitiques et économiques. Cette décision du président Nazarbaïev ne fait cependant pas l'unanimité.
L'ancienne capitale, Almaty, est située dans une zone sismique, au pied des monts Tian et manque d'espace pour se développer. Elle est par ailleurs trop excentrée et très proche de la frontière avec le Kirghizistan ainsi que de la Chine et des républiques d'Asie centrale politiquement peu stables. Pourtant le climat d'Astana est très continental et loin d'être attractif : il y gèle six mois par an.
Frontalier avec la Russie, le nord du Kazakhstan est la région la plus russifiée du pays. Les populations slaves y étaient nettement majoritaires avant la dislocation de l'Union soviétique, à tel point que des nationalistes russes allèrent jusqu'à réclamer son rattachement à la Russie, comme le leader d'extrême droite Vladimir Jirinovski ou l'écrivain Alexandre Soljenitsyne, dans son discours de retour d'exil prononcé devant la Douma, en 1994. Le nouveau pouvoir kazakh a probablement voulu affirmer ainsi sa souveraineté sur cette partie du pays. L'arrivée d'une importante population de cadres kazakhs a aussi rééquilibré la population de la ville sur le plan ethnique. Enfin le choix de la ville de Tselinograd, la « ville des terres vierges » qui symbolisait le colonialisme russe et soviétique, n'est pas le fruit du hasard.
La création d'une nouvelle capitale fut prétexte à une politique de grands travaux censée soutenir la croissance économique.
La capitale est officiellement déplacée d'Almaty à Akmola en 1998 et la ville est renommée Astana, signifiant capitale en kazakh. La ville connaît alors un essor spectaculaire dû à l'arrivée des ministères, du Parlement, de grandes entreprises et d'un certain nombre d'ambassades étrangères. Elle s'est considérablement agrandie et enrichie d'un très grand nombre de bâtiments modernes. Elle connaît également de forts mouvements de population, avec le départ de la population d'origine allemande, autrefois nombreuse dans la région, ainsi que de nombreux Russes, jadis majoritaires, qui ont souvent opté pour le retour dans leur pays d'origine. Inversement, le déplacement de l'administration a entraîné l'arrivée de nouvelles populations, souvent originaires d'Almaty, l'ancienne capitale, ou du sud du pays.
Riche en pétrole et en autres ressources minérales, le Kazakhstan a investi des sommes considérables pour édifier sa nouvelle capitale. Certains des plus grands architectes mondiaux ont été invités à exprimer leur talent sur la rive gauche de la rivière Esil, qui sépare la nouvelle ville administrative des quartiers plus anciens situés sur la rive droite et à l'architecture essentiellement soviétique.
Le Kazakhstan a célébré mardi 6 juillet 2010 les 70 ans du « Chef de la Nation », le président Nazarbaïev. Un jour férié qui célèbre aussi les 12 ans d'Astana et où le Khan Shatyr a été inauguré pour l'occasion. La place de la tour Baïterek a accueilli à l'été 2010 la plus grande « Open Air-Art-Exhibition » jamais tenue en Kazakhstan. Plus de 2,2 millions de visiteurs ont pu admirer l'exposition internationale des United Buddy Bears.
La décision controversée de rebaptiser la ville du nom de l'ancien président, symbole du culte de la personnalité, est suivie de l'apparition d'un mouvement de protestation visant également à demander des élections libres. Les manifestants sont rapidement réprimés, avec des arrestations et des condamnations nombreuses.

Le ministère de la Défense.

### Problèmes
Le développement à marche forcée de la ville ainsi que le déplacement de la capitale ne vont pas sans entraîner un certain nombre de problèmes.

#### Problèmes géographiques
Économiquement, culturellement et pour ce qui est du nombre d'habitants, Almaty demeure la ville la plus importante du Kazakhstan. Astana est encore difficile d'accès, surtout de l'étranger (elle possède cependant un aéroport : l'aéroport international Noursoultan-Nazarbaïev), et se trouve à plus de mille kilomètres d'Almaty, où se trouvent la majorité des entreprises nationales et étrangères.
Malgré la construction d'un « village diplomatique » destiné à accueillir les ambassades, consulats et résidences des diplomates étrangers, la plupart des représentations diplomatiques (occidentales surtout) ne se sont toujours pas résolues à quitter Almaty.
La ville est, en hiver, la capitale la plus froide du monde après Oulan-Bator, en Mongolie. Le climat y est beaucoup plus rude qu'Almaty situé 1 000 km plus au sud. La configuration de la ville fait que l'hiver les gens restent confinés chez eux et que la vie publique s'arrête.

#### Problèmes sociaux
L'arrivée massive et soutenue de nouveaux habitants (fonctionnaires et cadres d'entreprises privées originaires d'Almaty et mutés à Astana mais aussi citoyens d'origine modeste attirés par les opportunités d'emploi créées par le développement de la ville) a entraîné une hausse fulgurante des loyers et du prix de l'immobilier. Si de nombreux bâtiments de logement sont actuellement construits, ils  sont dans l'immense majorité des cas de « grand standing » et ne sont accessibles qu'aux revenus les plus élevés.
Les nouvelles constructions qui apparaissent dans la ville se sont faites souvent au prix de la destruction d'anciens logements et de l'expropriation de leurs habitants ; expropriations souvent faites contre des compensations insuffisantes.

## Population
Recensements (*) ou estimations de la population
| 1897* | 1910   | 1920   | 1926*  | 1939*  | 1959*   | 1970*   | 1979*   |
| ----- | ------ | ------ | ------ | ------ | ------- | ------- | ------- |
| 9 688 | 13 800 | 10 000 | 12 700 | 32 100 | 102 276 | 179 514 | 233 638 |

| 1989*   | 1999*   | 2009*   | 2012    | 2013    | 2014    | 2016    | 2020      |
| ------- | ------- | ------- | ------- | ------- | ------- | ------- | --------- |
| 277 365 | 312 965 | 613 006 | 742 918 | 778 083 | 814 435 | 872 655 | 1 136 008 |

## Géographie

### Situation

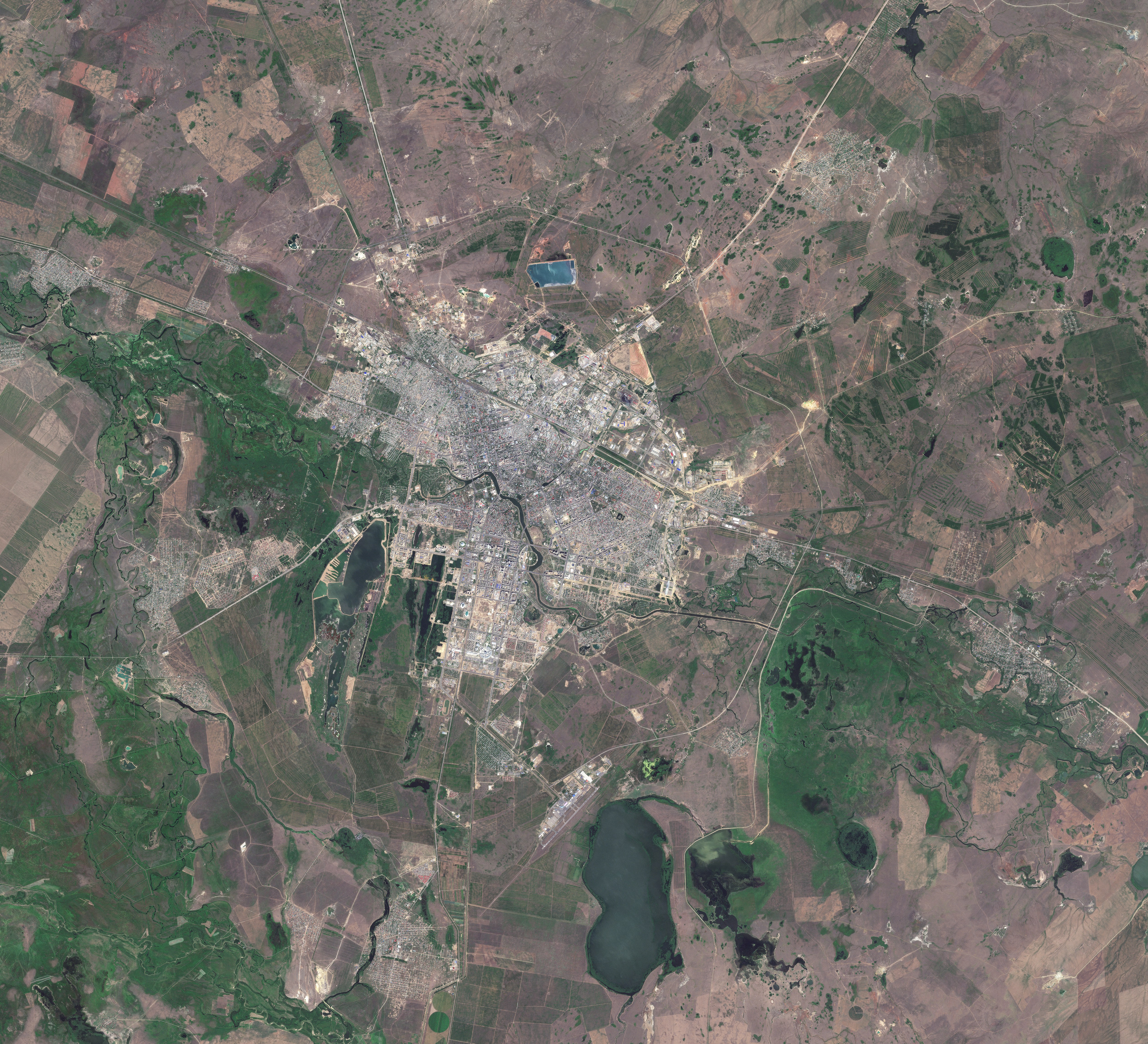
Astana, vue de l'espace par le satellite Sentinel-2.

Astana est située dans le centre du Kazakhstan, sur la rivière Ichim, dans la région de steppe plate et semi-désertique qui couvre plus de la moitié du pays. La ville est située à 350 m au-dessus du niveau de la mer.
Les quartiers anciens sont au nord de la rivière ; les nouveaux quartiers sont situés au sud.

### Structure urbaine
La partie occidentale de la ville, entre la gare ferroviaire et le centre-ville, est celle qui a le moins subi de changements depuis l'indépendance du pays. Les constructions qui s'y trouvent datent dans l'ensemble de la période soviétique et plus particulièrement de l'époque de la Campagne des terres vierges. On trouvera, non loin de la gare, l'ancien Palais des Cheminots, transformé depuis en Théâtre consacré à l'art lyrique kazakh. Rue Aouezov, à proximité du centre, se dresse l'ancienne demeure de l'écrivain kazakh Seyfouline (Сейфулин), transformée en petit musée. Plus au nord, on pourra visiter le très grand bazar d'Astana ainsi que la mosquée située à ses abords.
Autour de l'Ancienne Place, au centre de la ville, se dressent le parlement, le palais présidentiel, le ministère des Affaires étrangères ainsi que d'autres bâtiments administratifs et gouvernementaux. Malgré leur aspect récent, la plupart de ces bâtiments datent de l'ère soviétique et ont été rénovés et parfois agrandis. À gauche du palais présidentiel, se trouve le TSOUM (ЦУМ), un centre commercial. Sur la Nouvelle Place, derrière le palais présidentiel, se trouve le bâtiment moderne du ministère des Finances.
On ne trouvera au centre d'Astana que très peu de maisons témoignant de la période antérieure à l'Union soviétique. Les rares constructions anciennes sont le théâtre Gorki (sur la Nouvelle Place), la demeure qui abrite actuellement l'ambassade d'Ukraine et enfin le magasin d'alimentation situé juste derrière cette même ambassade.
L'Avenue de la République (Проспект Республики) est la principale artère de la ville. Elle est bordée de nombreux magasins, cafés, restaurants, discothèques et même de casinos. Au numéro 3, se trouve le musée d'Art moderne et en face du musée présidentiel, vaste construction surmontée d'un dôme bleu qui abrite des expositions consacrées à l'histoire et à l'art du pays ainsi qu'une importante bibliothèque. C'est aussi de cette avenue que l'on peut accéder à l'Église orthodoxe d'Astana, située dans une cour.
Les bords de la rivière Ichim, sont l'un des lieux de promenade de prédilection des habitants. La rivière est bordée d'un côté par de hauts immeubles d'habitation de conception moderne et de l'autre par un parc où l'on trouvera restaurants et attractions.
Les bords du canal Ak Boulak (Ак Булак), qui mène à l'Université d'Eurasie, offrent également l'occasion de voir de nouveaux monuments et constructions. On y trouvera l'église catholique, la nouvelle synagogue ainsi qu'une vaste place ornée d'une grande sculpture dédiée à la Patrie.
L'extension de la ville se fait principalement par l'est. Au nord-est, au-delà des anciens « mikrorayons » (grands ensembles d'immeubles de logement), ont été bâtis plusieurs nouveaux bâtiments d'habitation.
Mais c'est la partie sud-est de la ville, celle qui s'étend du pont sur l'Ichim à l'aéroport situé à dix kilomètres de là, qui est de loin la plus impressionnante puisqu'elle constitue un immense chantier d'où émergent les vastes bâtiments destinés à accueillir tous les organes de l'État ainsi que les ambassades. En son centre est érigée une haute tour de métal surmontée d'une sphère. Ce monument, baptisé Bayterek (Байтереk), est appelé à symboliser la ville d'Astana.
Khan Shatyr est un édifice de 102 mètres de haut – 150 avec le mât au sommet – dessiné par l'architecte britannique Norman Foster. Il rappelle les yourtes des nomades kazakhs, abrite un centre commercial mais aussi un mini-golf, une piscine à vagues au dernier étage et une zone tropicale avec une plage de sable importé des Maldives où les habitants pourront se réchauffer en hiver, lorsque les températures plongent jusqu'à −40 °C.

### Lieux et monuments
- Le palais de la présidence a été baptisé Ak Orda, « la maison blanche ». Situé au cœur du quartier administratif d'Astana, il est flanqué de deux tours cuivrées et en forme de cône abritant des ministères.
- Au centre du salon panoramique installé dans l'œuf de la tour Bayterek, l'empreinte de la paume du Président est gravée dans une plaque de métal. Les visiteurs y apposent leur propre main, les yeux vissés sur le palais présidentiel.

Parmi les sites remarquables, on trouve :
- le quartier gouvernemental moderne
- la tour Bayterek
- les rives de l'Ishim
- la Kazakhstan Central Concert Hall
- l'Oceanarium
- le Centre islamique
- la cathédrale catholique romaine
- le marché couvert
- le palais de la paix et de la réconciliation
- Astana Opéra

Astana compte également plusieurs dizaines de gratte-ciel, construits depuis que la ville est devenue la capitale du pays.

Vue panoramique sur le palais présidentiel Ak Orda (centre), la Salle de concerts centrale du Kazakhstan (gauche, bâtiment à droite de Tsesna Bank) et du Centre Nazarbayev (extrême gauche, bâtiment circulaire) sur les bords de l'Ichim.

### Climat

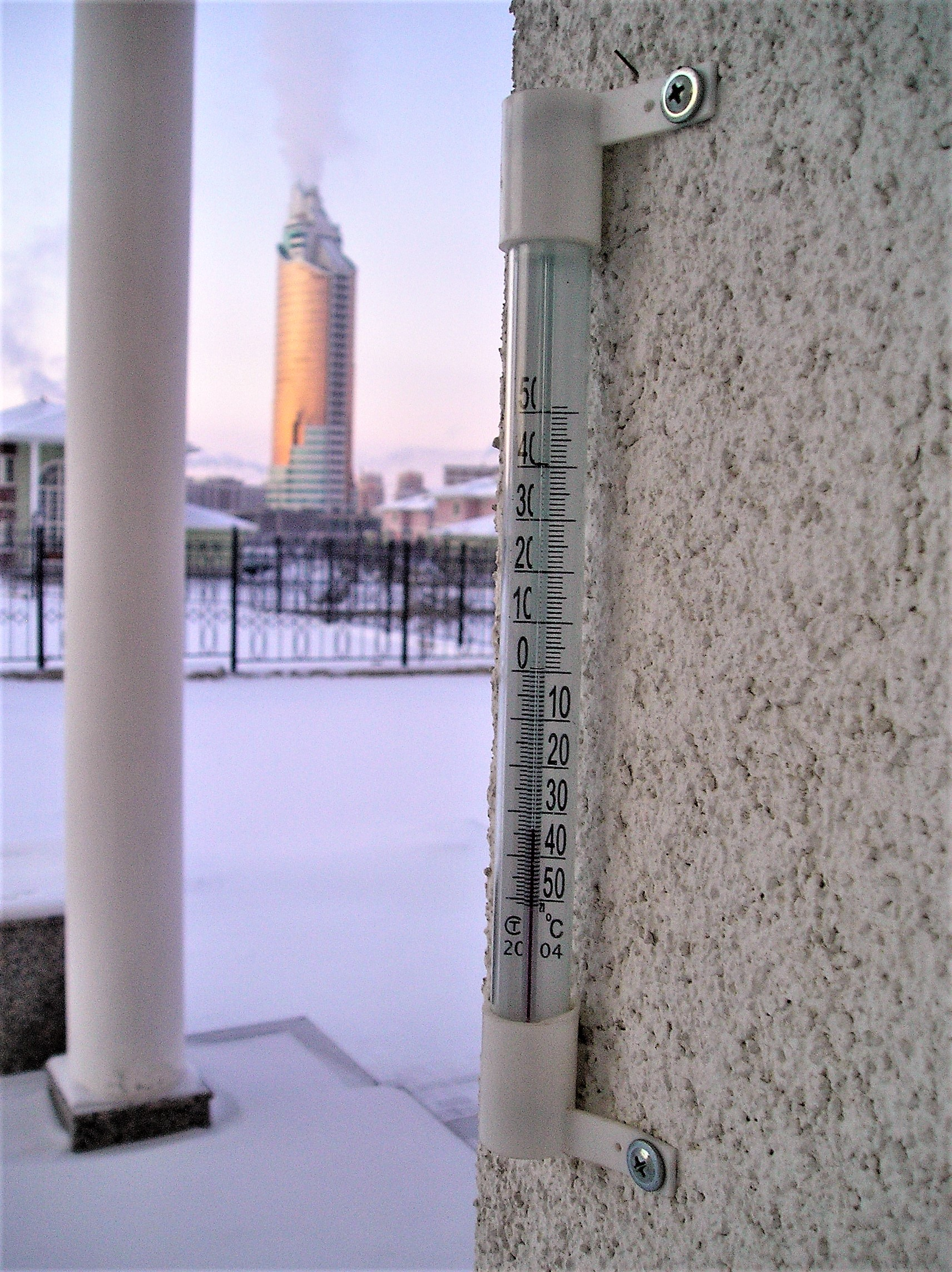
L'hiver à Astana (janvier 2006).

Astana est la deuxième capitale la plus froide du monde, après Oulan-Bator en Mongolie : elle connaît couramment des températures de l'ordre de −35 °C à −40 °C au début de l'hiver. Il gèle régulièrement six mois par an. Globalement, Astana possède un climat froid semi-aride, avec des hivers très froids et des étés chauds. Elle est battue par les vents au milieu de la steppe dénuée d'arbres d'Asie centrale.
| Mois                                  | jan.       | fév.       | mars       | avril      | mai        | juin      | jui.      | août      | sep.      | oct.       | nov.       | déc.       | année      |
| ------------------------------------- | ---------- | ---------- | ---------- | ---------- | ---------- | --------- | --------- | --------- | --------- | ---------- | ---------- | ---------- | ---------- |
| Température minimale moyenne (°C)     | −18,7      | −18        | −10,4      | 1,2        | 8,2        | 13,4      | 14,9      | 13        | 6,8       | 0,5        | −8,7       | −16        | −1,2       |
| Température moyenne (°C)              | −14,5      | −13,6      | −6         | 6,5        | 14,5       | 19,6      | 20,6      | 19,1      | 12,6      | 5          | −5,2       | −12        | 3,9        |
| Température maximale moyenne (°C)     | −10,3      | −8,8       | −1,5       | 12,2       | 20,9       | 25,8      | 26,6      | 25,5      | 18,9      | 10,4       | −1,3       | −8         | 9,2        |
| Record de froid (°C) date du record   | −51,6 1893 | −48,9 1895 | −37,2 1915 | −27,8 1963 | −10,8 1969 | −1,5 1985 | 2,3 1936  | −2,2 1929 | −8,2 1933 | −25,3 1914 | −39,2 1953 | −43,5 1929 | −51,6 1893 |
| Record de chaleur (°C) date du record | 5 1948     | 8,2 2016   | 22,1 1944  | 29,7 2006  | 36,1 2020  | 40,1 1936 | 41,6 1936 | 38,7 1929 | 36,2 1945 | 26,7 2004  | 18,5 1931  | 4,5 2008   | 41,6 1936  |
| Ensoleillement (h)                    | 103        | 147        | 192        | 238        | 301        | 336       | 336       | 294       | 230       | 136        | 100        | 94         | 2 507      |
| Précipitations (mm)                   | 18         | 17         | 20         | 22         | 33         | 40        | 56        | 31        | 21        | 26         | 29         | 25         | 338        |
| dont neige (cm)                       | 19         | 23         | 19         | 1          | 0          | 0         | 0         | 0         | 0         | 0          | 4          | 13         | 79         |
| Nombre de jours avec précipitations   | 2          | 2          | 5          | 9          | 15         | 13        | 15        | 13        | 12        | 10         | 7          | 3          | 106        |
| Humidité relative (%)                 | 78         | 77         | 79         | 64         | 54         | 53        | 59        | 57        | 59        | 68         | 80         | 79         | 67         |
| Nombre de jours avec neige            | 25         | 23         | 19         | 6          | 1          | 0,1       | 0         | 0         | 1         | 7          | 18         | 24         | 124        |
| Nombre de jours d'orage               | 0,03       | 0          | 0,03       | 1          | 3          | 6         | 8         | 4         | 1         | 0,03       | 0,1        | 0          | 23         |
| Nombre de jours avec brouillard       | 2          | 2          | 4          | 2          | 0,3        | 0,4       | 0,3       | 1         | 1         | 1          | 3          | 2          | 19         |

| Diagramme climatique                                  |           |             |           |           |            |            |          |           |           |            |         |
| J                                                     | F         | M           | A         | M         | J          | J          | A        | S         | O         | N          | D       |
| −10,3−18,718                                          | −8,8−1817 | −1,5−10,420 | 12,21,222 | 20,98,233 | 25,813,440 | 26,614,956 | 25,51331 | 18,96,821 | 10,40,526 | −1,3−8,729 | −8−1625 |
| Moyennes : • Temp. maxi et mini °C • Précipitation mm |           |             |           |           |            |            |          |           |           |            |         |

## Politique
| Identité                               | Période           | Période           | Durée                     |
| Identité                               | Début             | Fin               | Durée                     |
| -------------------------------------- | ----------------- | ----------------- | ------------------------- |
| Imangali Tasmagambetov (né en 1956)    | 4 avril 2008      | 22 octobre 2014   | 6 ans, 6 mois et 18 jours |
| Adilbek Dzhaksybekov (en) (né en 1954) | 22 octobre 2014   | 21 juin 2016      | 1 an, 7 mois et 30 jours  |
| Asset Issekeshev (en) (né en 1971)     | 21 juin 2016      | 11 septembre 2018 | 2 ans, 2 mois et 21 jours |
| Bakhyt Sultanov (en) (né en 1971)      | 11 septembre 2018 | 13 juin 2019      | 9 mois et 2 jours         |
| Altai Kólginov (en) (né en 1978)       | 13 juin 2019      | 8 décembre 2022   | 3 ans, 5 mois et 25 jours |
| Zhenis Kassymbek (en) (né en 1975)     | 8 décembre 2022   | En cours          | 2 ans, 5 mois et 22 jours |

## Économie
Un plan 2000-2005, qui a instauré une zone économique exclusive (ZEE), veut faire d'Astana la capitale économique du Kazakhstan. L'objectif affiché est de créer un contrepoids à Almaty et ses 1,5 million d'habitants.

## Archevêché
- Archidiocèse de Sainte-Marie d'Astana
- Cathédrale Notre-Dame du Perpétuel-Secours d'Astana

## Jumelages
La ville d'Astana est jumelée avec, :
| Ville | Ville             | Pays | Pays                | Période                 |
| ----- | ----------------- | ---- | ------------------- | ----------------------- |
|       | Amman             |      | Jordanie            | depuis 1999             |
|       | Ankara            |      | Turquie             | depuis 2001             |
|       | Bangkok           |      | Thaïlande           | depuis le 11 juin 2004  |
|       | Bichkek           |      | Kirghizistan        |                         |
|       | Dubaï             |      | Émirats arabes unis |                         |
|       | Erevan            |      | Arménie             | depuis le 15 avril 2024 |
|       | Gdańsk            |      | Pologne             | depuis 1996             |
|       | Hanoï             |      | Viêt Nam            | depuis 2009             |
|       | Jakarta           |      | Indonésie           |                         |
|       | Kazan             |      | Russie              | depuis 2004             |
|       | Kiev,             |      | Ukraine             | depuis le 11 juin 1998  |
|       | Manille           |      | Philippines         | depuis 2004             |
|       | Margate           |      | Royaume-Uni         |                         |
|       | Moscou            |      | Russie              |                         |
|       | Pittsburgh        |      | États-Unis          |                         |
|       | Pékin             |      | Chine               | depuis 2006             |
|       | Riga              |      | Lettonie            | depuis 1998             |
|       | Saint-Pétersbourg |      | Russie              | depuis 1996             |
|       | Sarajevo          |      | Bosnie-Herzégovine  |                         |
|       | Séoul             |      | Corée du Sud        | depuis 2004             |
|       | Tbilissi,         |      | Géorgie             | depuis mars 2005        |
|       | Trujillo          |      | Pérou               |                         |
|       | Uşak              |      | Turquie             |                         |
|       | Varsovie          |      | Pologne             | depuis 2002             |
|       | Vilnius           |      | Lituanie            |                         |

## Sports
L'équipe de hockey sur glace du Barys est une équipe évoluant dans la Ligue continentale de hockey.
Astana fut l'équipe cycliste de deux vainqueurs du Tour de France : Alberto Contador (2007 et 2009) et Vincenzo Nibali (2014). Cette équipe a été formée pour promouvoir la nouvelle capitale du Kazakhstan et s'affiche comme l'une des équipes cyclistes les plus puissantes de l'UCI ProTour. Elle est aussi la ville de naissance des frères Maxim et Valentin Iglinskiy, cyclistes ayant fait partie de cette même équipe d’Astana.